# Comissão Dewey
Comissão Dewey (oficialmente chamada de "Comissão de Inquérito sobre as Acusações feitas contra Leon Trótski nos Processos de Moscou") foi uma iniciativa promovida pelo Comitê Americano pela Defesa de Leon Trótski, frente às acusações e posterior condenação feitas a ele, em 1936, e a toda antiga direção do Partido Comunista Russo de realizar atividades contra revolucionárias, sabotagem, assassinato e colaboração com o fascismo. 
Esta Comissão iniciou seus trabalhos em março de 1937. Teve este nome a partir do nome de seu presidente o filósofo norte-americano John Dewey, na época com 78 anos. Seus outros membros foram Carleton Beals, Otto Ruehle, Benjamin Stolberg, Alfred Rosmer, Wendelin Thomas, Edward A. Ross, John Chamberlain, Carlo Tresca, Francisco Zamora, sendo a secretária Suzanne La Follette. Após meses de investigação esta Comissão divulga seu veredito em 21 de setembro de 1937 em Nova Iorque, declarando Trotski inocente das acusações a ele feitas por Stálin dentro da União Soviética.

## Subcomissão
Uma subcomissão executiva, que compreendeu os primeiros cinco membros da comissão citada, realiza treze audiências na casa de Leon Trotsky em Coyoacán, México, DF, entre 10-17 abril de 1937. Trótski foi defendido pelo advogado Albert Goldman. John Finerty atuou como consultor jurídico da comissão (in Dewey Comissão Report). Entre suas conclusões o relatório afirma: "Que a conduta observada nos Processos de Moscou podia convencer a qualquer pessoa sem preconceitos que nenhum esforço de fato foi feito para apurar realmente a verdade" (That the conduct of the Moscow trials was such as to convince any unprejudiced person that no effort was made to ascertain the truth) (in Dewey Comissão Report).
O historiador Trotskista Pierre Broué decobriu que Trótski não contou a verdade múltiplas vezes para a comissão, quando por exemplo, disse que nunca teve contatos com pessoas de dentro da União Soviética depois de seu exílio, ou quando disse que não havia formado um bloco de oposição a Stalin com Zinoviev e Kamenev. Essas afirmações foram mostradas falsas quando Broué descobriu cartas de Trótski que mostravam claramente que um bloco com Zinoviev, Kamenev, alguns trotskistas e direitistas dentro da URSS foi formado em 1932, embora tenha provavelmente sido dissolvido no começo de 1933.

## Outras leituras
- Arthur Jay Klinghoffer and Judith Apter Klinghoffer, International Citizens' Tribunals: Mobilizing Public Opinion to Advance Human Rights. New York: Palgrave, 2002.
- Leon Trotsky, I Stake My Life! Trotsky's Address to the NY Hippodrome Meeting. New York: Pioneer Publishers, 1937.
- Mass Meeting Called by the American Committee for the Defense of Leon Trotsky, to Answer His Accusers - At the Hippodrome, New York City, February 5th, 1937: Stenographic Report. New York: American Committee for the Defense of Leon Trotsky, 1937.
- Alan B. Spitzer, Historical Truth and Lies About the Past: Reflections on Dewey, Dreyfus, de Man, and Reagan. Chapel Hill: The University of North Carolina Press, 1996.